# Личные воспоминания о Жанне д’Арк
«Личные воспоминания о Жанне д’Арк сьера Луи де Конта, её пажа и секретаря» (англ. Personal Recollections of Joan of Arc, by the Sieur Louis de Conte) — роман Марка Твена 1896 года, посвящённый жизни Жанны д’Арк. Это последний завершённый роман Твена, опубликованный, когда писателю был 61 год.
Роман был представлен как перевод воспоминаний Луи де Конта, пажа Жанны д’Арк, выполненный неким Жаном Франсуа Альденом со старофранцузского на английский язык, а Твен выступает как «редактор» якобы найденной им рукописи Альдена. Роман состоит из трёх частей, последовательно описывающих биографию Жанны д’Арк: её детство в Домреми, во главе армии Карла VII и на судебном процессе в Руане.

## История написания
Твен вспоминал, что был потрясён героической трагедией жизни Жанны д’Арк ещё в детстве, а решение написать о ней роман было принято около 1880 года. Твен внимательно изучил документы о жизни Жанны и суде над ней. Он говорил тогда: «Это будет серьёзная книга, для меня она значит больше,
чем все мои начинания, которые я когда-либо предпринимал». Написание романа началось в 1893 году и закончилось весной 1895 года.
В письме к Генри Роджерсу Твен вспоминал, что никогда ранее работа не стоила ему такого труда и напряжения, он исчерпывающе использовал сведения из десяти источников. Прообразом внешнего облика Жанны, по мнению биографов, послужила дочь Твена, Сьюзи Клеменс.

Сьюзи, дочь Марка Твена, послужившая прообразом внешности Жанны в романе

Первоначально роман публиковался в качестве романа-фельетона в журнале «Harper’s Magazine», начиная с апреля 1895 года. Марк Твен, зная о своей репутации как автора юмористических произведений, предпочёл публиковать роман в журнале анонимно, под маской оруженосца Жанны. По этой причине он дал роману длинное витиеватое название в духе средневековья: «Личные воспоминания о Жанне д’Арк сьера Луи де Конта, её пажа и секретаря, в вольном переводе со старофранцузского на современный английский язык Жана Франсуа Альдена с неопубликованной рукописи, хранящейся в Национальном архиве Франции, в художественной обработке Марка Твена». Но его авторство вскоре было раскрыто, и первое издание романа отдельной книгой в мае 1896 года вышло в издательстве «Harper & Brothers» уже с указанием автора — Марк Твен. Этот роман Твен посвятил своей жене Оливии Клеменс «в знак благодарного признания её неутомимой и бессменной службы в качестве литературного советчика и редактора» и в день двадцатипятилетней годовщины их свадьбы.
Первый русский перевод романа появился в 1897 году в издании А. С. Суворина с большими цензурными сокращениями, которые порой выхолащивали социально-политическую оценку описываемых автором событий. После этого роман на русском языке повторно не издавался до 1960 года, когда он вышел в переводе З. Е. Александровой (8-й том Собрания сочинений М.Твена в 12 томах).

## Содержание книги

### Предисловие переводчика
В «Предисловии переводчика» Марк Твен, выдавая себя за переводчика старинной хроники, излагает краткую биографию Жанны д’Арк и отмечает, что все эти данные основаны на подлинных документах, которым можно доверять. Твен даёт здесь восторженную оценку личности Жанны:

Жанна д’Арк — личность исключительная. Её смело можно мерить меркой любых времён. Согласно любому критерию и всем им взятым вместе, она остается безупречной, остаётся идеалом совершенства и вечно будет стоять на высоте, недосягаемой ни для кого из смертных.
Если вспомнить, что её век известен в истории как самый грубый, самый жестокий и развращённый со времён варварства, приходится удивляться чуду, вырастившему подобный цветок на подобной почве. Она и её время противоположны друг другу, как день и ночь. Она была правдива, когда ложь не сходила у людей с языка; она была честна, когда понятие о честности было утрачено… она была скромна и деликатна среди всеобщего бесстыдства и грубости; она была полна сострадания, когда вокруг царила величайшая жестокость; она была стойкой там, где стойкость была неизвестна, и дорожила честью, когда честь была позабыта; она была непоколебима в своей вере, как скала, когда люди ни во что не верили и над всем глумились; она была верна, когда вокруг царило предательство… она была незапятнанно чиста душой и телом, когда общество, даже в верхах, было развращено до мозга костей, — вот какие качества сочетались в ней в эпоху, когда преступление было привычным делом вельмож и государей, а столпы христианской религии ужасали даже развращённых современников своей чёрной жизнью, полной неописуемых предательств, жестокостей и мерзостей.

### Введение
Роман начинается с предисловия от имени сьера Луи де Конта («Сьер Луи де Конт своим внучатным племянникам и племянницам»). В этом предисловии упомянуто, что автор ведёт своё повествование в 1492 году, более чем через 60 лет после смерти Жанны д’Арк (1431 год), и говорится о тесной связи автора с ней: «Я был с ней с самого начала до конца».

### Книга первая: «В Домреми»
Книга первая начинается с рождения де Конта в 1410 года в Нёшато и содержит описание времени его раннего детства, периода нищеты и бедствий Франции, измученной Столетней войной. В 1415 году, после гибели своей семьи де Конт переселяется в маленькую деревню Домреми, где живёт в семье приходского священника. Здесь он знакомится с девочкой Жанной д’Арк, дочерью крестьянина Жака д’Арк, и описывает несколько случаев, которые характеризуют маленькую Жанну как храброго и самого добродетельного ребёнка в Домреми, не по годам умного и развитого.
В VI и VII главах Жанна доверительно сообщает де Конту, что ей являлся архангел Михаил и она слышит голоса, которые доводят до неё великую миссию: «Я призвана — и я не отступлю, пока с Божьей помощью не разожму тиски, которые сдавили горло Франции». Повинуясь голосам, Жанна направляется к правителю Вокулёра с просьбой дать ей войска, чтобы сопроводить её к королю Карлу VII, но её только поднимают на смех.

### Книга вторая: «При дворе и на войне»
Непреклонная убеждённость Жанны в своей миссии делает своё дело: в 1429 году, в возрасте 17 лет она покидает родную деревню и в сопровождении своих сторонников, включая де Конта, направляется к королю, чтобы возглавить армию и снять осаду англичан с Орлеана. Свита короля чинит ей всевозможные препятствия, устраивает трибунал из учёных богословов, которые должны вынести вердикт — не связана ли Жанна с дьяволом? После трёх недель допросов не умеющая читать Жанна одерживает верх над сообществом клириков, после чего король назначает Жанну главнокомандующим своей армии.
В десятой главе Жанна д’Арк начинает военную кампанию, направив письмо английской армии в Орлеане, требуя освободить Францию. После отказа англичан Жанна ведёт армию в бой, несмотря на интриги и саботаж придворных и военачальников. Появление Жанны на поле боя воодушевляет французов, и они одерживают победу за победой. 5 июля 1429 года капитулирует английский гарнизон в Реймсе, благодаря чему наконец проводится коронация короля Карла VII. Во время коронации Жанна просит у короля освободить от налогов её родную деревню Домреми, не требуя ничего для себя лично.
После коронации Жанна просит у короля разрешения атаковать Париж, но советники короля пытаются всячески воспрепятствовать этому. Карл VII сначала даёт разрешение атаковать Париж, но в момент, когда Париж уже на грани падения, король объявляет долгосрочное перемирие с Парижем. Жанна и де Конт сожалеют об упущенной возможности, но ничего не могут изменить.
В последней главе книги рассказывается о событиях 24 мая 1430 года, когда французская армия проиграла битву с англичанами и бургундцами, в результате чего Жанна попала в плен.
На протяжении всей второй книги де Конт описывает добродетели Жанны (она запрещает проституцию во французском лагере, азартные игры, грубую лексику, требует, чтобы каждый солдат регулярно исповедовался и проявляет милосердие к пленным англичанам), а также её качества, обусловленные божественным предназначением (она узнаёт короля в толпе без предварительного уведомления, находит скрытый меч в церкви, предвидит свои раны и предстоящую гибель).

### Книга третья: «Суд и мученичество»
Третья, заключительная книга описывает тюремное заключение и суд над Жанной д’Арк. Её решили судить церковным судом за преступления против веры. Местом суда был выбран Руан, который находился в самом центре английской территории.
С четвёртой главы роман содержит подробный рассказ о трехмесячном суде над Жанной, начиная с 21 февраля 1431 года. Де Конт, тайно присутствовавший на суде, описывает процесс как несправедливый во всех отношениях, с предвзятым отношением судей и отсутствием адвоката.
Суд сконцентрировался на таких вопросах, как видения Жанны, её переодевания в мужское платье, и её воспитание. Де Конт подчеркивает, что Жанна, будучи неграмотной крестьянкой, уверенно парировала хитроумные судебные ловушки. Например, в главе VII на вопрос: «Почиет ли на тебе Божия благодать?», любой ответ на который, «да» или «нет», был бы губительным (в Библии утверждается, что человеку не дано об этом знать), Жанна ответила: «Если на мне нет благодати, молю Господа даровать её мне; если да — молю, чтобы не лишал её».
В главе XX Жанну путём обмана заставляют подписать документ, в котором она признаёт себя виновной в колдовстве и сношениях с нечистой силой, во лжи, в хуле на Бога и его святых, в кровожадности, в подстрекательстве к смутам, в жестоких и злых делах, внушенных дьяволом; кроме того, она обязалась снова надеть женское платье.
В главе XXII де Конт обвиняет англичан в вероломстве. В то время как Жанна спала, один из охранников украл лежащую у кровати её женскую одежду и положил рядом мужскую одежду. После этого Жанну осуждают за «повторное впадение в ересь» и сжигают на костре 30 мая 1431 года.

### Заключение
В заключении де Конт возвращается в 1492 год, когда он пребывает в 82-летнем возрасте. Подводя итоги жизни и смерти многих героев, он завершает повествование панегириком Жанне д’Арк:

Жанна воплотила Дух Патриотизма, стала его олицетворением, его живым, видимым и осязаемым образом.
Любовь, Милосердие, Доблесть, Война, Мир, Поэзия, Музыка — для всего этого можно найти множество символов, всё это можно представить в образах любого пола и возраста. Но хрупкая, стройная девушка в расцвете первой юности, с венцом мученицы на челе, с мечом в руке, которым она разрубила узы своей родины, — разве не останется она, именно она, символом ПАТРИОТИЗМА до скончания времен?— Личные воспоминания о Жанне д’Арк сьера Луи де Конта, её пажа и секретаря.

## Оценки и критика
Сам Твен очень высоко ценил роман о Жанне. В письме того времени он заметил: «Может быть, книга не будет продаваться, — но это не важно: ведь я писал её для души». По воспоминаниям Сьюзи Клеменс, дочери писателя, Твен плакал, читая родным рукопись романа. В конце жизни Твен заявил:

Из всех моих книг я больше всего люблю «Жанну д’Арк»; это лучшая из них; я это прекрасно знаю. А кроме того, она доставила мне в семь раз больше удовольствия, чем все остальные; двенадцать лет я её готовил и два года писал. Для других подготовки не требовалось.

«Жанна д’Арк» выделяется среди романов Твена своей эмоциональной искренностью, художественной цельностью. Она не распадается на ряд отдельных эпизодов, как «Янки при дворе короля Артура», «Приключения Гекльберри Финна» и ряд других книг Твена: характерный для Твена сплав юмора, сатиры и высокого демократического гуманизма выдерживается в романе от начала до конца.
Отклики озадаченных критиков и газетные рецензии были разноречивы. Бернард Шоу упрекнул Твена в сентиментальной романтизации («Твен буквально поклонялся Жанне») и расценил роман как провал. В своей пьесе «Святая Иоанна» (1923 год) Шоу дал полемически-противоположную, целиком рациональную трактовку характера и жизни Жанны. Эндрю Лэнг, автор собственного жизнеописания Жанны, выразил Твену своё восхищение его романом. Роберт Уиггинс в своей книге «Mark Twain: Jackleg Novelist» выразил мнение, что Твен в Жанне описал свой идеал благородства и добродетели, к которому должно стремиться человечество. Д. Е. Факторович отмечает высокий художественный драматизм описания суда над Жанной, мастерство твеновской сатиры в сочетании с поэтическим восхищением нравственным величием Жанны.